# Солонец-Тузлы
Солонец-Тузлы (укр. Солонець-Тузлы) — пруд/озеро, расположенное на территории Николаевского района (Николаевская область, Украина) у побережья Чёрного моря. Площадь — 8 км².
Озеро расположено в границах национального природного парка Белобережье Святослава.
На этом озере на солевом промысле работал Максим Горький, здесь проходит действие автобиографического рассказа «На соли».

## География
В северной части озера находится дамба. С северной стороны впадают две балки — у села Тузлы безымянная балка и восточнее села Тузлы балка Глубокий Яр. Южнее озера расположено село и курорт Рыбаковка, на северном берегу в приустьевой части балки — село Тузлы. Площадь водяной глади постоянно меняется, иногда полностью пересыхает. Верхний слой соли имеет белый цвет, а нижний слой розоватого оттенка.
Солонец-Тузлы является месторождением лечебных грязей с разведанными запасами 237 тысяч м³, месторождение не используется. По данным анализов Украинского научно-исследовательского института детской курортологии и физиотерапии, грязь и соль озера обладают лечебными свойствами.
Вместе с Тилигульским и Березанским лиманами данное озеро включено в заповедную территорию, значимую для сохранения количественного разнообразия и видового богатства птиц.